# Ordrupia fabricata
Ordrupia fabricata is een vlinder uit de familie van de Copromorphidae. De wetenschappelijke naam van de soort is voor het eerst geldig gepubliceerd in 1915 door Meyrick.